# إيريس شتروبيغر
إيريس شتروبيغر (بالألمانية: Iris Strubegger)‏ (من مواليد 21 يوليو 1984) عارضة أزياء نمساوية.

## نشأتها
وُلدت إيريس في 21 يوليو 1984. في شوارزاخ إم بونغاو، سالزبورغ في النمسا. عند بلوغها 17 عامًا عام 2001، انتقلت إلى مدينة نيويورك ضمن برنامج التبادل الطلابي لمدة ثلاثة أشهر ذات يوم وأثناء تجوالها في شوراع المدينة تم اكتشافها من قبل وكالة عارضي أزياء.

## روابط خارجية
- إيريس ستروبيغر على موقع دليل عارضات الأزياء (الإنجليزية)